# Істрана
Істрана (італ. Istrana, вен. Istrana) — муніципалітет в Італії, у регіоні Венето, провінція Тревізо.
Істрана розташована на відстані близько 430 км на північ від Рима, 33 км на північний захід від Венеції, 12 км на захід від Тревізо.
Населення — 9330 осіб (2014).
Щорічний фестиваль відбувається 24 червня. Покровитель — святий Іван Хреститель.

## Демографія
Населення за роками:

Станом на 1 січня 2023 року в муніципалітеті офіційно проживали 744 іноземці з 49 країн, серед них 165 громадян країн Євросоюзу та 8 громадян України.

## Сусідні муніципалітети
- Моргано
- Паезе
- Пйомбіно-Дезе
- Тревіньяно
- Веделаго